# Invierno demográfico
Invierno demográfico es la denominación, acuñada por el filósofo, teólogo y sacerdote belga Michel Schooyans, para denominar la hipótesis de una "disminución extrema de la población", según la cual la tasa de natalidad, lejos de igualarse a la tasa de mortalidad al final de la transición demográfica, seguiría descendiendo de manera rápida incidiendo en el envejecimiento de las poblaciones y el decrecimiento demográfico si no se produce inmigración de otros países o territorios.

## Denominación deInvierno demográfico
El nombre invierno demográfico lo usó por primera vez Michel Schooyans, profesor emérito de la Universidad Católica de Lovaina (desde 1968). Para Europa, políticos de varias tendencias han anunciado un «suicidio demográfico». Michel Rocard, en el cierre de la conferencia llamada «de las familias», de 20 de enero de 1989, afirmó: "La mayor parte de los estados de Europa occidental llevan camino de suicidarse, de suicidarse por la demografía...". Existiría "una fuerte correlación negativa entre natalidad y la participación femenina en el trabajo".

## Perspectivas mundiales
Según Darrell Bricker y John Ibbitson, autores del libro El planeta vacío. Al shock del declive de la población mundial a los países desarrollados que actualmente sufren la caída de la población se sumarán en las próximas décadas del siglo XXI todos los países y continentes del mundo que sufrirán un descenso demográfico aparentemente inevitable.

## Descenso demográfico por países

### Europa y Asia
El invierno demográfico se estaría produciendo en algunos países de Europa (Alemania, Italia, España) y Asia (Japón y Corea del Sur) con muy bajos índices de natalidad.

### España
Según el informe Pulso Demográfico Allianz, hecho público en enero de 2011, España vivirá el "tsunami" de las jubilaciones en 2040, coincidiendo con la retirada de la generación del baby boom, dado que la disminución de las pensiones estatales junto con el aumento de la esperanza de vida harán que la sociedad española cuente con un 8% de jubilados, más del doble que en 1950.
Muchísimos españoles están abocados a un futuro en el que serán ancianos sin hijos ni nietos (incluso sin sobrinos). La inmigración no es solución suficiente para paliar la tasa de fecundidad tan baja que se da en España ni el "problema de las pensiones".

## América
Otros países de la América castellanohablante empieza a oírse hablar de invierno demográfico; en este sentido, a finales de 2013, la Federación Iberoamericana de Asociaciones de Personas Adultas Mayores ponía la voz de alarma.

### Uruguay
El demógrafo Mario Rojas señaló, en noviembre de 2010, que "Uruguay pasa por el invierno demográfico". De acuerdo con las proyecciones demográficas, en Uruguay seguirá creciendo la población adulta y diminuyendo la joven hacia el año 2025. Este envejecimiento de la población llevará a tener “un país debilitado” y que los países envejecidos “viven una situación dramática... Si hay menos población joven y más de tercera edad, la demanda de los gastos geriátricos se multiplican... Uruguay va por el mismo camino en el ya transita Japón”. El país asiático tiene, en 2010, una población que promedia los 50 años y en 2050 los japoneses se ubicarán mayoritariamente entre los 80 y 70 años de edad y una población activa reducida.

## Causas del invierno demográfico
Las causas son muy variadas. 
Influye la situación económica que dificulta acceder a trabajos fijos y suficientemente remunerados que faciliten la construcción de una familia. Y también influye el cambio de mentalidades que hace que en las sociedades actuales, más urbanas, la descendencia no se ve favorecida ni valorada.

### Paradoja demográfico-económica

Gráfico de Tasa Global de Fecundidad vs PIB per cápita del país correspondiente de 2009. Sólo están los países con más de 5 millones de habitantes fueron, para reducir los valores extremos. Fuentes: World CIA Fact Book. Para más detalles, véase la lista de países y territorios por tasa de fertilidad

La denominada paradoja demográfico-económica muestra la correlación inversa entre la riqueza y la fertilidad dentro y entre las naciones. Cuanto mayor es el grado de educación y el PIB per cápita de una población humana, subpoblación o estrato social, menos niños nacen en los países industrializados. En una conferencia sobre población de la ONU de 1974 en Bucarest, Karan Singh, exministro de la población en la India, ilustró esta tendencia al afirmar «El desarrollo es el mejor método anticonceptivo».

## Críticas
Para el demógrafo Julio Pérez Díaz el término 'invierno demográfico' es demográficamente incorrecto ya que no se ha producido disminución de la población en los países indicados aunque haya disminuido la tasa de natalidad ya que la población global se ha mantenido o aumentado, tanto por la disminución de la mortalidad infantil y el aumento de la esperanza de vida como por la inmigración. Globalmente en el mundo no existe disminución global de la población aunque se produzcan disminuciones de tasa de natalidad o de la tasa de fecundidad en numerosos países. No hay previsiones de ningún cataclismo poblacional aunque localmente (en regiones o países) se puedan dar problemas de despoblación por cambios climáticos, guerras, crisis económicas u otros problemas -falta de puestos de trabajo y poca actividad económica- que provoque migraciones. El autor sitúa las posturas que alientan el que consideró 'bulo' del invierno demográfico en la derecha y extrema derecha política.
Para Andreu Domingo, subdirector del Centro de Estudios Demográficos y profesor asociado del Departamento de Geografía de la Universidad Autónoma de Barcelona y editor del libro "Demografía y posverdad. Estereotipos, distorsiones y falsedades sobre la evolución de la población", el uso del término 'invierno demográfico' es acientífico ya que no tiene en cuenta la totalidad de las variables y circunstancias que influyen en las poblaciones. Según el autor, "Se habla del 'invierno demográfico' para hablar del envejecimiento poblacional, del 'suicidio demográfico' para hablar de la baja natalidad, y ahora de 'el gran reemplazo' para referirse a las migraciones. Y ahora en Europa se habla de 'desierto demográfico' para la despoblación de algunas zonas. Es un discurso que la extrema derecha o la derecha nacional-populista está movilizando y muchas veces roza las teorías de la conspiración, como también se vio en la pandemia."
Para la periodista y antropóloga Nuria Alabao, "la derecha invoca una supuesta crisis de natalidad para alentar la idea de pánico sobre el futuro de la nación". Utiliza en miedo realizando una defensa identitaria y etnonacionalista de la sociedad.